# Dobrava ob Krki
Dobrava ob Krki – wieś w Słowenii, w gminie Krško. W 2018 roku liczyła 99 mieszkańców.